# Manlai (meteoryt)
Manlai (inna nazwa: Manlay) – meteoryt żelazny niesklasyfikowany znaleziony w 1954 lub 1955 roku w ajmaku środkowogobijskim. Masa tego meteorytu jaką obecnie dysponuje się wynosi 166,8 kg.